# 本仁戻
本仁 戻（もとに もどる、1968年4月7日 - ）は日本の漫画家。1992年『桂』でデビュー。
主な掲載誌は芳文社花音やリブレ出版BE×BOY GOLD等。
ボーイズラブ誌を中心に執筆活動をしている。耽美な絵柄、練り込まれた台詞と、相反する大胆なギャグが特徴。

## 作品リスト
- ビブロス
  - 蜂の巣の秘密（1995年）
  - 恋が僕等を許す範囲（全3巻　1996年 - 1998年）
  - 怪物王子（1998年）
  - 飼育係・理伙上・下（1999年 - 2001年）
  - 飼育係・理伙　テツ×リカ（2004年）
  - 僕の先生はフィーバーwith本マン（2002年）
  - DOG STYLE（全3巻、2005年 -2008年 ）
- 芳文社
  - ポイズン・チェリー・ドライブ（2005年）
  - 探偵青猫（既刊6巻、1999年 - ）
- 角川書店
  - 高速エンジェル・エンジン（既刊3巻、2000年 - 2001年）

## CD
- 活動音劇『探偵青猫』（2004年マリン・エンタテインメント）
  - 青猫恭二郎：櫻井孝宏
  - 小林虎人：朴璐美
  - 蜂王子刑事：三木眞一郎
  - 硝子蝙蝠：成田剣

## 関連
- 日本の漫画家一覧